# Tirindiritzio
Tirindiritzio är en ort i Mexiko.   Den ligger i kommunen Ario och delstaten Michoacán de Ocampo, i den södra delen av landet, 270 km väster om huvudstaden Mexico City. Tirindiritzio ligger 1 778 meter över havet och antalet invånare är 109.
Terrängen runt Tirindiritzio är lite bergig. Runt Tirindiritzio är det ganska glesbefolkat, med 48 invånare per kvadratkilometer. Närmaste större samhälle är Ario de Rosales, 2,9 km sydost om Tirindiritzio. I omgivningarna runt Tirindiritzio växer huvudsakligen savannskog.